# Lecania apicalis
Lecania apicalis là một loài ruồi trong họ Asilidae. Lecania apicalis được Bromley miêu tả năm 1934.